# Quê nhà
Quê nhà là bộ phim điện ảnh chính kịch của Việt Nam phát hành năm 1974 do Xí nghiệp Phim truyện Việt Nam sản xuất, Nguyễn Ngọc Trung đạo diễn. Bộ phim đã giành được giải Bông sen Bạc tại Liên hoan phim Việt Nam lần thứ 3.

## Nội dung
Lấy bổi cảnh giả tưởng tại làng Đại sau trận lụt năm 1971, bộ phim xoay quanh chuyện cải tạo và thực hiện quản lí ruộng đất của hợp tác xã.
Cô Dự là đội trưởng kỹ thuật mới được bầu làm chủ nhiệm hợp tác xã đưa ra đề nghị kê khu đồng trũng của làng cao thêm cho mặt ruộng  của làng được đồng đều. Đề xuất của Dự vấp phải sự phản đói của Phó chủ nhiệm Đãi, anh không muốn dân làng phải tốn sức cho công việc chung trong khi họ vừa trải qua khó khăn của trận lụt. Trong lúc này, ông Mộc, Bí thư Đảng ủy xã đắn đo trước kế hoạch của Dự, ông sợ nếu thất bại sẽ mất hết uy tín của bản thân.

## Diễn viên
- Ngọc Lan vai Dự
- Xuân Tạc vai Mộc
- Long Vân (trợ lý đạo diễn) vai Đãi
- Hoàng Hà vai Vũ
- Thúy Vinh vai Soạn
- Tự Huy vai Đội trưởng thủy lợi
- Hoàng Yến vai Bà Tám
- Tuấn Lợi vai Tuyền
- Minh Trâm vai Cụ Tẻ
- Trịnh Thịnh vai Ông Nam
- Tuyết Trinh vai Bà Trà
- Văn Phức vai Ông Chiêm
- Kim Oanh vài Vui
- Hòa Tâm vai Chủ nhiệm hợp tác xã làng Rầm

## Đón nhận

### Đánh giá
Phóng viên Anh Chính báo Nhân dân, số ra tháng 3 năm 1975 nhận xét "trong chỉ đạo diễn diên cùng toàn bộ việc dàn dựng, quay phim, trang trí, hóa trang... các tác giả làm phim Quê Nhà gắng hướng theo một phong cách thật mộc". Ông (Anh Chính) cho rằng diễn viên Xuân Tạc đã thể hiện được tâm trạng của Đảng ủy Mộc, sự đắn đo, rụt rè và tính toán thiệt hơn cho bản thân của nhân vật. Trong khi, diễn xuất của Long Vân có đôi chỗ lúng túng, khán giả khó có thể cảm nhận được nội tâm của nhân vật Đãi do ông thể hiện.

### Giải thưởng
| Năm  | Giải thưởng                       | Hạng mục         | Kết quả      | Chú thích |
| ---- | --------------------------------- | ---------------- | ------------ | --------- |
| 1975 | Liên hoan phim Việt Nam lần thứ 3 | Phim truyện nhựa | Bông sen Bạc | [ 1 ]     |